# Sloggi
 (février 2025).
Sloggi est une marque de lingerie créée en 1979 et qui appartient désormais au groupe suisse Triumph International. 
À l'origine, la marque Sloggi commercialisait uniquement des slips pour femmes. Depuis 1986, elle propose également des slips pour hommes. La production des boxers est venue plus tard, mais les slips restent plus populaires et plus vendus. Sa gamme comprend aussi désormais quelques soutien-gorge. La marque réalise toutefois l'essentiel de son chiffre d'affaires grâce à ses gammes de slips : elle revendique plus d'un milliard de pièces vendues dans plus de trente pays depuis 1979.
La caractéristique principale des produits Sloggi réside dans le fait qu'ils sont tous fabriqués dans la même matière - majoritairement du coton, associé à un petit pourcentage d'élasthanne -, l'accent étant mis sur le confort, la solidité de forme et la bonne tenue au lavage à haute température.
Sloggi, depuis ses débuts, axe ses campagnes de publicité sur le confort : en France, lors de son lancement au début des années 1980, la marque se présentait comme celle du « slip en coton révolutionnaire ». Aujourd'hui, elle affirme que ses produits sont « indéformables ». Au Royaume-Uni, le slogan clame qu'ils « vont comme un gant » (fit like a glove). En 2003, la campagne "It's stringtime!" a permis de rajeunir l'image de la marque et d'augmenter sa notoriété. En 2005, la marque s'est allouée les services de Yannick Noah pour promouvoir sa gamme de sous-vêtements masculins.
En France, la commercialisation de la marque est confiée à Triumph International Obernai